# Naohisa Takato
Naohisa Takato (jap. 高藤直寿, Takato Naohisa; * 30. Mai 1993 in Shimotsuke, Präfektur Tochigi) ist ein japanischer Judoka. Er war Olympiasieger und bis 2022 viermal (2013, 2017, 2018 und 2022) Weltmeister im Extraleichtgewicht, der Gewichtsklasse bis 60 Kilogramm.

## Sportliche Karriere
Der 1,60 m große Takato war 2009 U17-Weltmeister und 2011 U20-Weltmeister. 2012 gewann er in Moskau sein erstes Grand-Slam-Turnier, im gleichen Jahr folgte der Sieg in Tokio und Anfang 2013 in Paris. Bei den Weltmeisterschaften 2013 in Rio de Janeiro bezwang er im Viertelfinale den Kasachen Jeldos Smetow, im Halbfinale den Südkoreaner Kim Won-jin und im Finale Daschdawaagiin Amartüwschin aus der Mongolei. Ende des Jahres gewann er erneut das Grand-Slam-Turnier in Tokio und im Juni 2014 siegte er in Budapest. Bei den Weltmeisterschaften 2014 in Tscheljabinsk unterlag er im Halbfinale dem Russen Beslan Mudranow, mit einem Sieg über den Kasachen Aibek Imaschew sicherte sich Takato eine Bronzemedaille. Im nächsten Jahr nahm Takato nicht an den Weltmeisterschaften teil, gewann aber Ende 2015 die Grand-Slam-Turniere in Paris und Tokio. Bei den Olympischen Sommerspielen 2016 in Rio de Janeiro unterlag er im Viertelfinale dem Georgier Amiran Papinaschwili. In der Hoffnungsrunde besiegte er zunächst den Südkoreaner Kim Won-jin und dann im Kampf um Bronze Orxan Səfərov aus Aserbaidschan. Ende 2016 unterlag er beim Grand Slam in Tokio im Finale seinem Landsmann Ryūju Nagayama. 
Im Mai 2017 gewann Takato das Finale bei den Asienmeisterschaften in Hongkong gegen den Iraner Mohammad Rashnonezhad. Bei den Weltmeisterschaften 2017 in Budapest besiegte er im Viertelfinale den Usbeken Mukhriddin Tilovov, im Halbfinale den Tschechen Pavel Petřikov und im Finale Orxan Səfərov aus Aserbaidschan. Ein Jahr später bei den Weltmeisterschaften in Baku bezwang er im Viertelfinale Kəramət Hüseynov aus Aserbaidschan, im Halbfinale Ryūju Nagayama und im Finale den Russen Robert Mschwidobadse. Bei den Weltmeisterschaften 2019 in Tokio belegte er den fünften Platz, nachdem er den Kampf um Bronze gegen Ryūju Nagayama verlor. Nach dem Sieg bei den Grand-Slam-Turnieren in Osaka 2019 und in Düsseldorf Anfang 2020 trat Takato erst 2021 bei den Asien-Ozeanien-Meisterschaften wieder an und gewann den Titel. Bei den Olympischen Spielen in Tokio gewann er im Viertelfinale gegen den Georgier Luchum Tschchwimiani und im Halbfinale gegen den Kasachen Jeldos Smetow. Die olympische Goldmedaille sicherte er sich mit einem Sieg über den Taiwaner Yang Yung-wei. Ein Jahr später erreichte Takato auch das Finale der Weltmeisterschaften in Taschkent, dort bezwang er den Mongolen Enchtaiwany Ariunbold.